# Karl Reinhart
Karl Reinhart (* 17. September 1930 in Innsbruck; † 30. August 2007 in Oetz) war ein österreichischer Politiker (SPÖ) und Arbeiterkammersekretär. Reinhart war von 1970 und 1986 Abgeordneter zum Österreichischen Nationalrat.
Reinhart besuchte nach der Volksschule ein Realgymnasium und studierte nach der Matura an der Universität Innsbruck und am Institut d’Etudes Politiques in Paris. Er absolvierte die Gerichtspraxis und trat in den Dienst der Kammer für Arbeiter und Angestellte für Tirol. Er vertrat die SPÖ zwischen dem 31. März 1970 und dem 16. Dezember 1986 im Nationalrat und wirkte innerparteilich zwischen 1964 und 1987 als Mitglied des Bezirksparteivorstandes der SPÖ Innsbruck-Stadt, von 1967 bis 1987 als Mitglied des SPÖ-Landesparteivorstandes sowie als Mitglied des SPÖ-Bundesparteivorstandes.
Er war ab 1959 Mitglied der Freimaurerloge Zu den 3 Bergen.